# Galeodes crassichelis
Galeodes crassichelis är en spindeldjursart som beskrevs av Roewer 1934. Galeodes crassichelis ingår i släktet Galeodes och familjen Galeodidae. Inga underarter finns listade i Catalogue of Life.